# Gonatodes vittatus
Espèce
Synonymes
- Gymnodactylus vittatus Lichtenstein, 1856
- Gonatodes gillii Cope, 1864

Gonatodes vittatus est une espèce de geckos de la famille des Sphaerodactylidae.

## Répartition
Cette espèce se rencontre :
- sur les îles de Trinité et de Tobago ;
- dans les Antilles néerlandaises sur les îles d'Aruba, de Curaçao ;
- au Venezuela sur les îles de Margarita, de Cubagua, de la Tortue, de Los Testigos, de Coche et dans les archipels de Los Roques et de Los Frailes ;
- au Venezuela dans l'État de Cojedes ;
- en Colombie ;
- en Guyane française.

## Taxinomie
Les holotypes de Gonatodes vittatus roquensis  étaient des spécimens de Gonatodes vittatus et de Gonatodes antillensis.

## Publication originale
- Lichtenstein, 1856 : Nomenclator reptilium et amphibiorum Musei Zoologici Berolinensis. Namenverzeichniss der in der zoologischen Sammlung der Königlichen Universität zu Berlin aufgestellten Arten von Reptilien und Amphibien nach ihren Ordnungen, Familien und Gattungen. Königliche Akademie der Wissenschaften, Berlin, p. 1-48 (texte intégral).